# Charlie McDonnell
Charlotte "Charlie" McDonnell (Bath, 1 de outubro de 1990) é uma cineasta, roteirista, musicista, e ex-vlogger, autora e streamer do Twitch britânica de Bath, Somerset. Em 15 de junho de 2011, seu canal no YouTube "charlieissocoollike" tornou-se o primeiro no Reino Unido a atingir um milhão de inscritos.
Como musicista, McDonnell foi membro da banda de rock Chameleon Circuit, com temática de Doctor Who, e do projeto musical de curta duração Sons of Admirals, até sua dissolução em maio de 2011. Em 2010, McDonnell lançou um álbum solo intitulado This Is Me. Ela também dirigiu uma série de curtas-metragens de 2013 a 2014 e co-apresentou o programa matinal do YouTube, Cereal Time, com o apresentador da Capital FM e colega vlogger do YouTube Jimmy Hill de 2015 a 2016. Em 2016, ela publicou um livro, Fun Science.
Após mais de uma década de uploads regulares, McDonnell encerrou sua carreira no YouTube em dezembro de 2018 e passou a trabalhar como roteirista e produtora de televisão. Sua primeira série, o drama de ficção científica Don't Look Deeper, foi lançada na plataforma de streaming Quibi em julho de 2020. McDonnell cria conteúdo no Twitch, onde joga diferentes videogames.

## Primeiros anos
Filha de Lindsey e Mark, McDonnell nasceu e foi criada em Bath, Somerset. Ela tem dois irmãos mais novos: seu irmão, William, e sua irmã, Bridie. Ela foi escolarizada na Beechen Cliff School, uma instituição pública local.

## Carreira no YouTube
Depois de criar o canal do YouTube, charlieissocoollike, em 3 de abril de 2007, McDonnell começou a postar videoblogs (ou vlogs ) para um pequeno público. Ela ganhou destaque pela primeira vez quando seu vídeo intitulado Como ser destaque no YouTube se tornou popular após ser destaque na página inicial do YouTube no Reino Unido. Seu público saltou de pouco menos de 150 inscritos para mais de quatro mil em dois dias.
Em janeiro de 2008, em comemoração a conquista de 25 mil seguidores, a McDonnell pediu 25 sugestões de desafios dos inscritos, o que desencadeou sua série de vídeos intitulado Challenge Charlie. Ela completou todos esses desafios em março de 2013, um dos quais foi sugerido pelo apresentador de TV Phillip Schofield e sua filha Molly, desafiando McDonnell a executar a dança que acompanha a música "Hoedown Throwdown" de Hannah Montana: The Movie.
Em junho de 2011, McDonnell se tornou a primeira YouTuber no Reino Unido a atingir 1 milhão de assinantes e, em maio de 2013, seu canal atingiu 2 milhões de assinantes. A maioria dos vídeos de McDonnell termina com uma conclusão de Stephen Fry. Em 2014, o canal do YouTube de McDonnell foi listado no New Media Rockstars Top 100 Channels, classificado em 63.º lugar.
Em 6 de março de 2019, McDonnell anunciou no Twitter que havia deixado o YouTube para se concentrar na escrita de roteiros. Atualmente ela faz streaming no Twitch.
Em janeiro de 2023, McDonnell postou um vídeo no YouTube no qual ela discutia sua vida e, pela primeira vez publicamente, anunciou: "Sou uma mulher transgênero, [e] meus pronomes são ela/elas". Coincidindo com o lançamento deste vídeo, todos os seus vídeos pré-transição foram privados.

## Curtas-metragens e carreira como roteirista
Em 8 de março de 2013, McDonnell anunciou que faria cinco curtas-metragens. Em um vídeo publicado em 27 de outubro de 2014, ela anunciou que seus dois últimos filmes seriam, na verdade, um único filme, dividido em duas partes.
| Título             | Data de lançamento     | Escritor(es)                       | Produtor         | Gênero                        | Ref.          |
| ------------------ | ---------------------- | ---------------------------------- | ---------------- | ----------------------------- | ------------- |
| The Tea Chronicles | 23 de maio de 2013     | Charlie McDonnell e Khyan Mansley  | Matt Diegan      | Comédia de terror psicológico | [ 16 ] [ 17 ] |
| Offline            | 14 de dezembro de 2013 | Alan Flanagan e Charlie McDonnell  | Emily Diana Ruth | Comédia catástrofe            | [ 18 ] [ 19 ] |
| Strangers in a Bed | 28 de junho de 2014    | Michael Aranda e Charlie McDonnell | Emily Diana Ruth | Drama ocidental               | [ 20 ]        |
| Our Brother        | 29–30 outubro 2014     | Charlie McDonnell                  | Emily Diana Ruth | Drama                         | [ 21 ] [ 22 ] |

Em 27 de julho de 2020, Don't Look Deeper, uma série de 14 episódios cocriada por McDonnell e Jeffrey Lieber, estreou no Quibi. McDonnell escreveu vários episódios da série.

## Carreira musical

### Chameleon Circuit

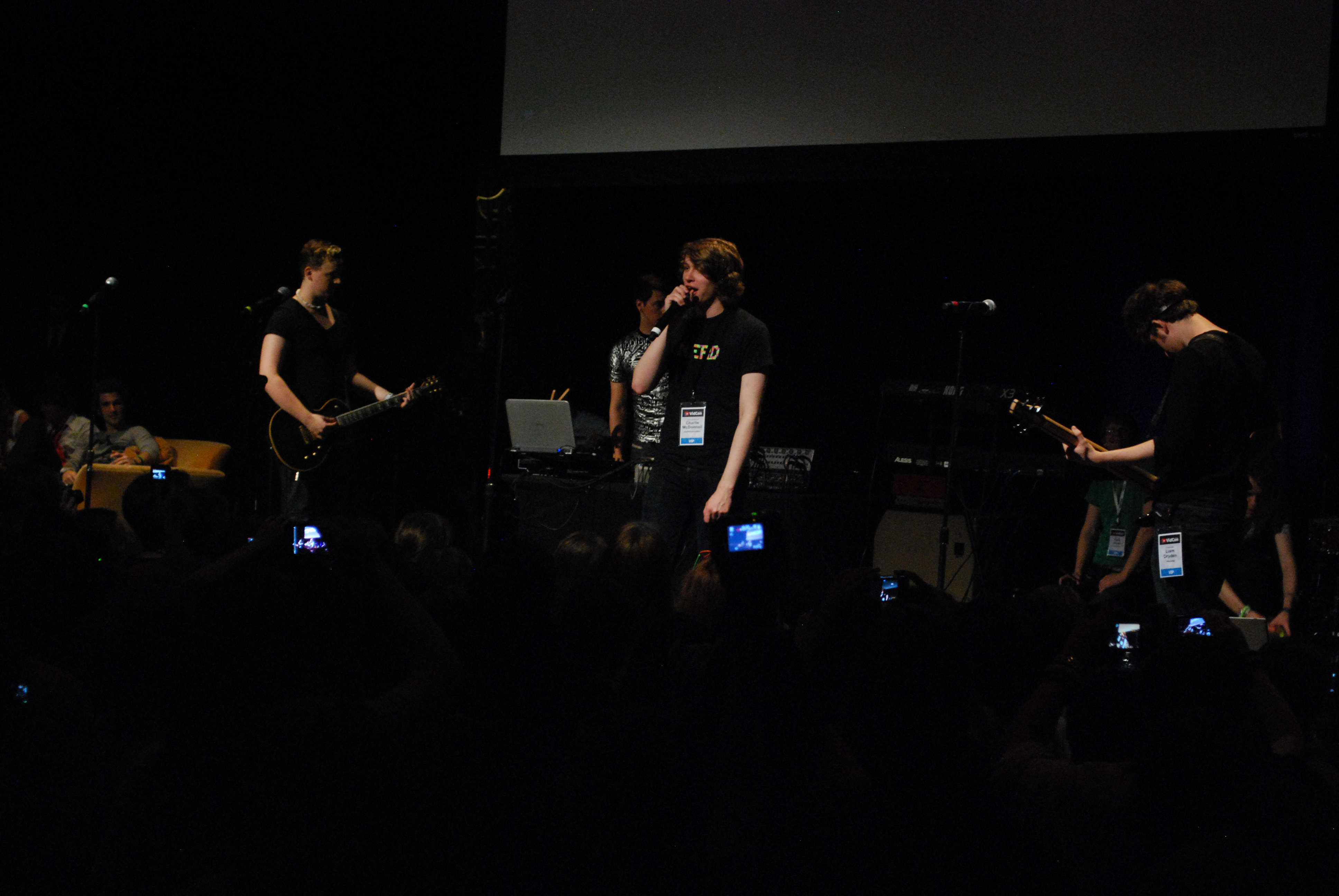
McDonnell se apresentando com o Chameleon Circuit na VidCon 2011

McDonnell foi um dos membros fundadores do Chameleon Circuit, uma banda conhecida por criar músicas inspiradas na série de televisão britânica Doctor Who. Junto com os colegas vloggers Alex Day (Nerimon no YouTube), Liam Dryden (Littleradge) e o ex-membro Chris Beattie (CowInParachute), o Chameleon Circuit lançou seu álbum de estreia autointitulado em 1.º de junho de 2009. Em julho de 2010, sua música Count the Shadows também apareceu na DFTBA Records, Volume Two, uma amostra de compilação que foi dada gratuitamente nas sacolas de brindes na VidCon 2010. No início de 2011, o Chameleon Circuit, com sua nova formação após a saída de Beattie e a adição de Ed Blann e Michael Aranda, começou a trabalhar em seu segundo álbum, Still Got Legs. Foi lançado em 12 de julho de 2011.
Em 2014, McDonnell e Dryden denunciaram publicamente os membros Blann e Day, que suspenderam a sua presença online após incidentes separados de abuso sexual. McDonnell, Dryden e Aranda apareceram juntos na VidCon 2014 para sessões de autógrafos. Em 2017, Aranda escreveu em um Reddit AMA que "é seguro dizer que o Chameleon Circuit está morto por enquanto. Eu sei que a última vez que Charlie e eu conversamos sobre isso, [ela] não se sentiu interessada em escrever novas músicas em geral."

### Sons of Admirals
Em 2010, McDonnell, junto com outros três YouTubers, Alex Day, Ed Blann e Tom Milsom ("Hexachordal") formaram um novo projeto musical intitulado "Sons of Admirals". O projeto musical não era uma banda no sentido tradicional, mas uma coleção de artistas solo que tocavam juntos como um grupo. A inspiração nominal para a banda veio dos Admiral's Men, um grupo shakespeariano de atores que se reuniam para atuar, mas ainda mantendo suas carreiras individuais.
Seu primeiro single foi lançado via YouTube em 14 de junho de 2010 no canal de McDonnell: o grupo fez um cover da música "Here Comes My Baby", de Cat Stevens, com todas as quatro integrantes nos vocais. A faixa alcançou a posição número 61 no Reino Unido. Em outubro de 2010, a banda lançou um EP incluindo "Here Comes My Baby"; uma versão acústica da mesma música; um cover de "Believe in Yourself", tema do programa infantil Arthur; o videoclipe de "Here Comes My Baby"; e um vídeo dos bastidores. Os Sons of Admirals se separaram em maio de 2011, publicando uma declaração em seu site de que "o objetivo principal do grupo –  entrar nas paradas e aumentar a exposição dos talentos individuais dos membros do grupo provou ir contra muitas de nossas crenças e abordagens à música e promoção".

### Carreira solo
Uma característica marcante do canal de McDonnell no YouTube eram as músicas que ela mesma escrevia e interpretava, na maioria das vezes no ukulele. O mais popular é "Duet with Myself". Em 1 de dezembro de 2010, em resposta à demanda, ela lançou seu álbum de estreia, intitulado This Is Me, pela DFTBA Records. O álbum traz diversas músicas de seu canal que foram remixadas para o álbum, além de diversas músicas inéditas. Em dezembro de 2016, ela se uniu ao Project for Awesome para lançar A Very Gideon Christmas, um EP de Natal exclusivo cantado da perspectiva e com as inflexões imaginárias de seu gato Gideon.

#### Vídeos musicais
- 2008: In The Absence Of Christmas (em inglês)
- 2009: A Song About Acne (em inglês)
- 2009: Duet with Myself (em inglês)
- 2010: A Song About Love (em inglês)
- 2010: Chemical Love (em inglês)
- 2010: A Song About Monkeys (em inglês)
- 2012: Time to Reply (em inglês)

## Filantropia e participação na mídia
Em 30 de setembro de 2008, para comemorar seu aniversário de 18 anos, McDonnell e Alex Day tingiram e depois rasparam o cabelo enquanto estavam ao vivo na BlogTV por um período de sete horas e meia em prol da campanha para o Cancer Research UK. Eles conseguiram arrecadar quase 5 mil libras esterlinas. A audiência da transmissão atingiu o pico de 4.500.
No outono de 2009, McDonnell apareceu com outros três usuários do YouTube na série de documentários Chartjackers da BBC Switch. O programa documentou sua tentativa de alcançar o primeiro lugar no UK Singles Chart em 10 semanas, por meio de crowdsourcing de recursos fornecidos pela comunidade virtual. McDonnell foi escalada para a série por sua familiaridade com os jovens espectadores britânicos do YouTube. Ao longo de Chartjackers, McDonnell solicitou letras, músicas, artistas e estilistas para gravar o single e o vídeo final por meio de um canal do YouTube chamado ChartJackersProject. Um single de caridade não oficial para Children in Need, a música completa foi intitulada "I've Got Nothing" e foi cantada pelos vocalistas Miranda Chartrand e Adam Nichols. McDonnell editou o videoclipe oficial do single, que foi exibido em todo o país em canais de música britânicos como 4Music e Viva. "I've Got Nothing" foi lançado exclusivamente pela iTunes Store à meia-noite de 9 de novembro de 2009 e alcançou a posição nº. 36 na parada de singles do Reino Unido. As vendas do single arrecadaram um total de aproximadamente 10 mil libras esterlinas para a Children in Need.
McDonnell foi supostamente abordada para ser um colega de casa na oitava temporada, e primeira temporada revivida, do Celebrity Big Brother, mas recusou a oferta.
Em outubro de 2013, foi anunciado que McDonnell interpretaria a voz principal junto com Danny Wallace no videogame independente Volume de Mike Bithell. O jogo foi lançado em 2015 para PS4, PC e Mac e em 2016 para PlayStation Vita.
Em 2014, McDonnell trabalhou com o Ministério do Interior na sua campanha This Is Abuse, juntamente com outros YouTubers proeminentes, a fim de educar as pessoas sobre a importância do sexo consensual. Ela também fez um vídeo sobre consentimento em seu canal do YouTube.

### Outros projetos de arrecadação filantrópica
Em julho de 2010, McDonnell foi contratada, juntamente com a estrela do Kate Modern, Emma Pollard, e as concorrentes do The X Factor, Nicola e Fran Gleadall, para apresentar um programa de TV dirigido por Piers Morgan chamado FirstTV, um desdobramento do jornal First News. Na FirstTV, McDonnell fez alguns desafios, como tentar quebrar um recorde mundial do Guinness digitando o alfabeto mais rápido em um teclado de iPad, e foi convidada a contar uma piada. No entanto, após filmar quatro episódios do FirstTV, McDonnell decidiu deixar o programa porque não gostava de apresentar trabalhos pré-escritos.

Em webshow ao vivo, McDonnell arrecadou fundos para a UNICEF

Em 4 de setembro de 2010, McDonnell e seu colega YouTuber Myles Dyer apresentaram o Stickaid, um webshow ao vivo de 24 horas. Começando às 12:00 BST, os dois sediaram o quinto evento anual de caridade no campus Trent Park da Universidade Middlesex, em Londres. O seu objetivo era angariar dez mil libras esterlinas, valor que mais do que duplicou. Todos os lucros foram para entregues para o Fundo das Nações Unidas para a Infância (UNICEF).
Em novembro de 2010, McDonnell fez parte de um grupo de vídeos do YouTube chamado The Science of Attraction, onde ela apresentou alguns experimentos e teve seu corpo trocado digitalmente com o de outra pessoa. Ela foi coapresentadora com Kat Akingbade e Derren Brown. Como parte da série, foram produzidos oito vídeos. Em dezembro de 2010, McDonnell filmou uma série de vídeos de bastidores para Doctor Who Confidential durante as filmagens do especial de Natal de Doctor Who "A Christmas Carol".

## Vida pessoal
McDonnell se considera ateia.
Em março de 2014, McDonnell anunciou em seu blog que havia encerrado sua amizade com o colaborador frequente Alex Day, afirmando que "simplesmente não me sinto mais capaz de chamar Alex de meu amigo", após alegações de que Day havia manipulado sexualmente e abusado emocionalmente de mulheres, e traído namoradas anteriores.
Em outubro de 2022, McDonnell se assumiu transgênero no Instagram, usando a bandeira trans em sua postagem e anunciando que começaria a usar os pronomes ela/elas. Em janeiro de 2023, McDonnell se assumiu como uma mulher trans no YouTube e anunciou que começou a terapia hormonal feminilizante em setembro de 2022. Ela também afirmou em uma sessão de perguntas e respostas que se considera bissexual. : 7:09 